# Lollipop (Param Pam Pam)
Lollipop (Param Pam Pam) este single-ul de debut al cântăreței Alexandra Stan lansat la sfârșitul anului 2009. În prima jumătate a anului 2010 a urcat în topurile românești, reușind să intre în primele 20 de piese ale Romanian Top 100. După Mr.Saxobeat și succesul internațional, piesa a fost relansată în vara anului 2011, în format digital în Belgia, Franța și S.U.A. Nu a reușit să intre în niciun top internațional.

## Videoclipul
Filmările pentru videoclipul piesei au avut loc în luna martie a anului 2010, la MediaPro Studios lângă București. A strâns peste 12.000.000 de vizualizări pe Youtube.

## Track listings
| US Digital download |                                           |         |  |
| Nr.                 | Titlu                                     | Lungime |  |
| 1.                  | „Lollipop (Param Pam Pam)” (Radio Edit)   | 3:55    |  |
| 2.                  | „Lollipop (Param Pam Pam)” (Club Version) | 4:12    |  |

## Topuri
| Grafic (2009-2010)         | Poziția |
| -------------------------- | ------- |
| România (Romanian Top 100) | 18      |

## Lansările
| Țara    | Data              | Format           | Casă de discuri |
| ------- | ----------------- | ---------------- | --------------- |
| România | 16 decembrie 2009 | Digital download | MAAN Music      |
| Canada  | 31 mai 2011       | Digital download | Ultra Records   |
| S.U.A   | 31 mai 2011       | Digital download | Ultra Records   |
| Japonia | 14 decembrie 2011 | Digital download | Jeff Records    |